# استرادیواریوس
استرادیواریوس (انگلیسی: Stradivarius) شرکت خرده‌فروشی پوشاک اسپانیایی است، که در زمینه تولید و توزیع لوازم مد و انواع لباس فعالیت می‌نماید.
شرکت استرادیواریوس در سال ۱۹۹۴ در شهر بارسلون تأسیس شد و هم‌اکنون مالک شبکه‌ای از ۹۲۵ شعبه بوتیک در ۶۲ کشور جهان می‌باشد و از برندهای متعلق به گروه ایندیتکس بشمار می‌آید. دفتر مرکزی این شرکت در شهر ساینت، اسپانیا قرار دارد.